# Casimir Delavigne
Jean-François Casimir Delavigne (Le Havre, 1793. április 4. – Lyon, 1843. december 11.) francia költő és drámaíró, Germain Delavigne öccse.

## Élete
A párizsi Lycée Napoleonban tanult és tanulótársa volt Scribe-nek és Salvandynak. Messéniennes című hazafias elégiáival tette magát ismertté, melyek XVIII. Lajosnak annyira megtetszettek, hogy a fiatal költőt könyvtárossá nevezte ki. Mikor ez állását a Peyronnet-kormány alatt elvesztette (mert a következő Messéniennesben liberális tendenciák is voltak), az akkori orleansi herceg nevezte ki magánkönyvtárosává. 1830-ban forradalmi néphimnuszokat írt: La Parisienne (Allber zenéjével); La Varsovienne ou la Polonaise; La Bruxelloise stb. Marino Falieri tragédiájával (1829) Delavigne, aki előbb a klasszicizmus barátja volt, a romanticizmushoz közeledett és későbbi darabjaiban is középutat tartott a kettő közt. Delavigne Béranger és Scribe mellett kora legnépszerűbb írója volt. Összegyűjtött munkáinak legjobb kiadásai: Oeuvres completes de Casimir D. (Párizs, 1845; 6 kötet); Oeuvres poétiques (uo. 1874, 2 kötet).

## Munkái
- Les Vêpres siciliennes (tragédia, 1819)
- Les comédiens (vígjáték, 1820)
- Le Paria (tragédia, 1821)
- L'école des vieillards (1823, legjobb vígjátéka, amelynek révén a Francia Akadémia tagja lett 1825-ben)
- XI. Lajos (tragédia)
- Les enfants d'Édouard (tragédia)
- Une famille au temps de Luther (tragédia)
- La fille Cid (tragédia)
- Don Juan ou la vocation (vígjáték)
- La popularité (vígjáték)

## Magyarul
- Daniel François Esprit Auber: A' hó. Mulattató dall-játék opera; szöveg Delavigne, Eugène Scribe, ford. Pály Elek; Werfer Ny., Kassa, 1830
- Népszerűség. Vígjáték; ford. -rt-; in: Színműtár, III. köt./38.; kiadja Nagy Ignác; Egyetemi Ny., Buda, 1839–1843
- Giacomo Meyerbeer: Ördög Róbert. Dalmű; szöveg Casimir Delavigne, Eugène Scribe, ford. Asztalos Károly; Pfeifer, Pest, 1872 (A Nemzeti Színház könyvtára)